# Araucaria hunsteinii
Araucaria hunsteinii (noms natius "rassu", "pai") és una espècie de conífera de la família Araucariaceae originària de les muntanyes de Nova Guinea. Viu entre els 600 i els 2000 m. Està amenaçada per la pèrdua d'hàbitat.

## Característiques
És un arbre de fulla perenne molt gran (el més alt de Nova Guinea i l'espècie més alta de la seva família), que arriba als 50-80 metres d'alçada, excepcionalment fins a 90 metres, amb un tronc de fins a 3 metres de diàmetre. Les branques són horitzontals, organitzades en verticils de cinc o sis. Les fulles estan disposades en espiral, en forma d'escala o de punxó, de 6 a 12 centímetres de llarg i d'1,5 a 2 centímetres d'ample a la base, amb una punta afilada; les fulles dels arbres joves són més curtes (menys de 9 centímetres) i més estretes (menys d'1,5 centímetres). Sol ser monoic amb cons mascles i femenins al mateix arbre; els cons de pol·len són llargs i prims, fins a 20 centímetres de llarg i 1 centímetre d'ample; els cons de llavors són ovalats, de fins a 25 centímetres de llarg i 14-16 centímetres d'ample. Els cons de llavors es desintegren en la maduresa per alliberar les nombroses llavors semblants a fruits secs de 3-4 centímetres.

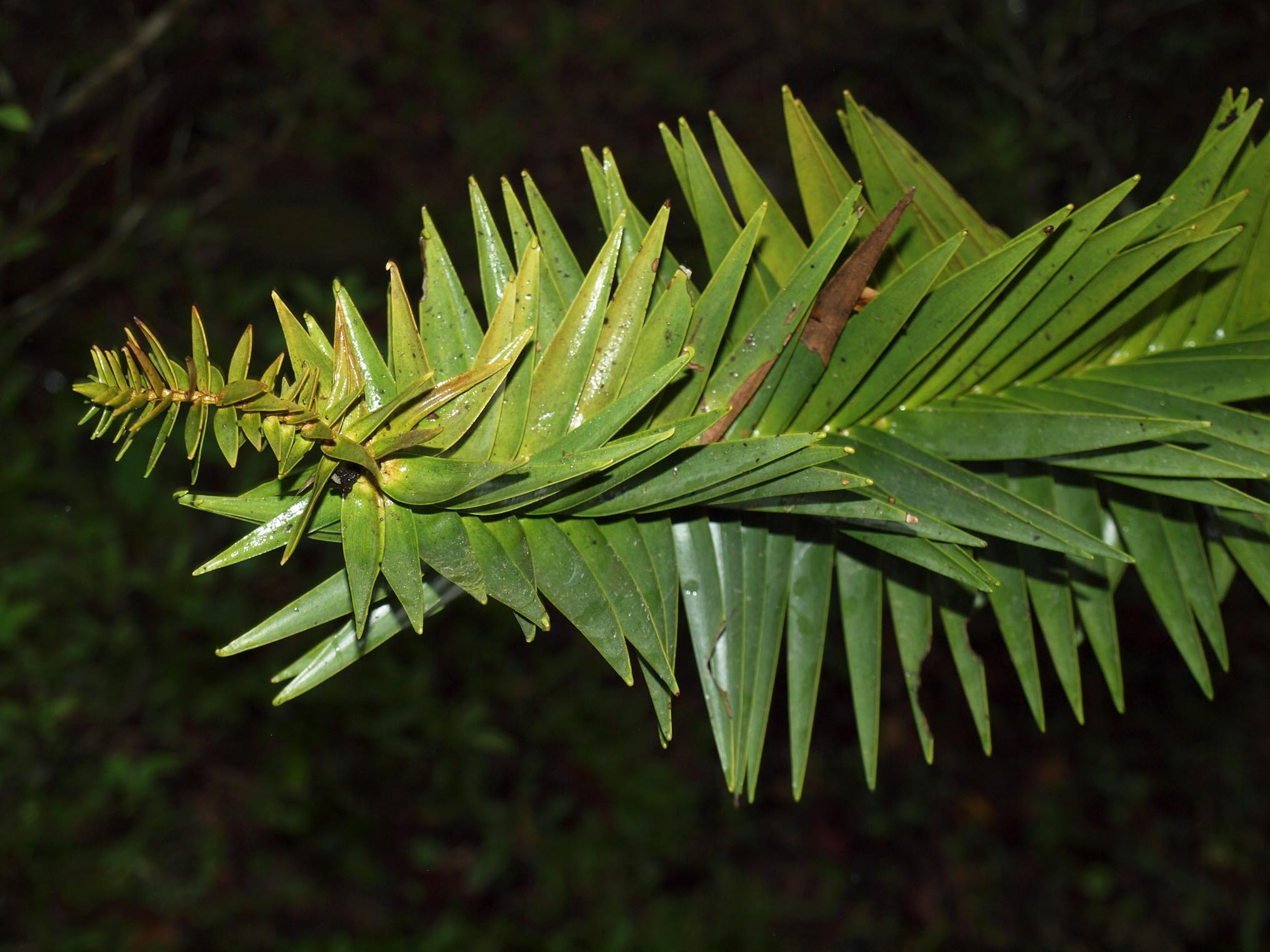
Fulles
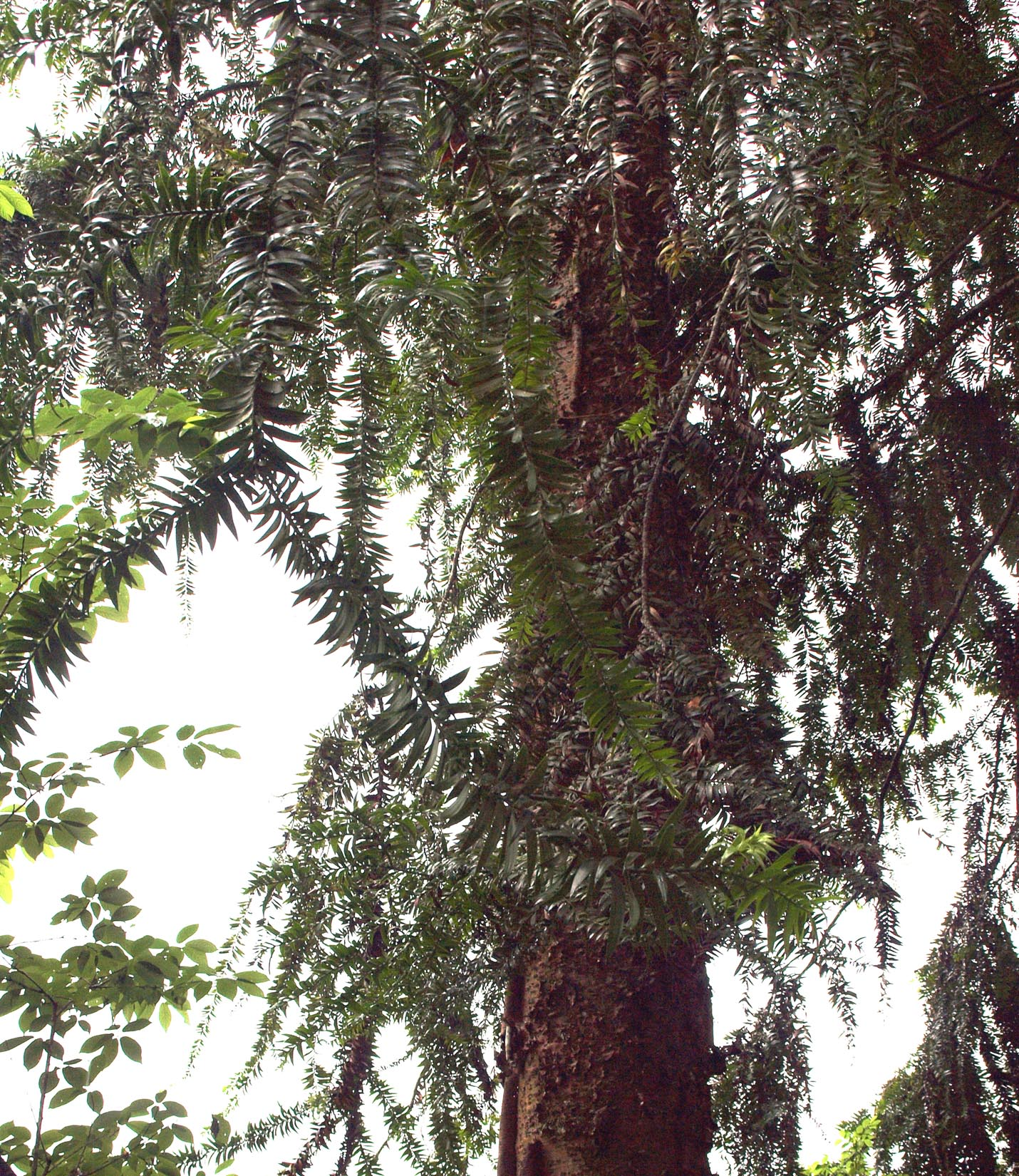
Detall del tronc